# Carlowrightia
Carlowrightia, biljni rod iz porodice primogovki smješten u podtribus Tetrameriinae, dio tribusa Justicieae, potporodica Acanthoideae. Sastoji se od 26 ili 27 vrsta rasprostranjenih od juga SAD–a na jug do Kostarike, te jedna vrsta u Ekvadoru Tipična je Carlowrightia linearifolia (Torr.) A.Gray 

## Etimologija
Latinsko ime roda dano je u čast Charlesa Wrighta, američkog botaničkog kolekcionara, 1811.--1885.)

## Opis
Polugrmovi i grmovi. Cvat je općenito nalik klasu ili metlici. Vjenčić 4–režnjevit (s 5 latica).

## Vrste
1. Carlowrightia albiflora T.F.Daniel
2. Carlowrightia arizonica A. Gray
3. Carlowrightia ecuadoriana T.F.Daniel & Wassh., Ekvador
4. Carlowrightia fuertensis T.F.Daniel
5. Carlowrightia hapalocarpa B.L.Rob. & Greenm.
6. Carlowrightia henricksonii T.F.Daniel
7. Carlowrightia hintonii T.F.Daniel
8. Carlowrightia huicholiana T.F.Daniel
9. Carlowrightia lesueurii Henrickson & T.F.Daniel
10. Carlowrightia linearifolia (Torr.) A.Gray, tip.
11. Carlowrightia mcvaughii T.F.Daniel
12. Carlowrightia mexicana Henrickson & T.F.Daniel
13. Carlowrightia myriantha (Standl.) Standl.
14. Carlowrightia neesiana (Schauer ex Nees) T.F.Daniel
15. Carlowrightia ovata A.Gray
16. Carlowrightia parviflora (Buckley) Wassh.
17. Carlowrightia parvifolia Brandegee
18. Carlowrightia pectinata Brandegee
19. Carlowrightia pringlei B.L.Rob. & Greenm.
20. Carlowrightia purpurea T.F.Daniel
21. Carlowrightia serpyllifolia A.Gray
22. Carlowrightia texana Henrickson & T.F.Daniel
23. Carlowrightia torreyana Wassh.
24. Carlowrightia trichocarpa T.F.Daniel
25. Carlowrightia venturae T.F.Daniel
26. Carlowrightia yucatanensis T.F.Daniel

## Sinonimi
- Cardiacanthus Nees & Schauer; Linnaea 20: 714 (1847)
- Croftia Small; Fl. S. E. U. S. 1088 (1903)